# Horská dráha

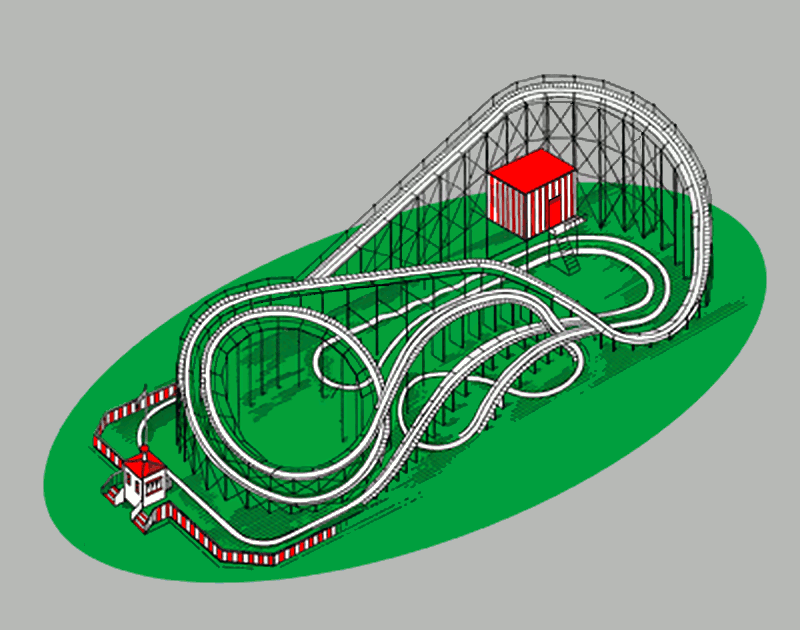
Typická horská dráha (kresba založená na horské dráze Cyclone v parku Crystal Beach)

Horská dráha (anglicky roller coaster) je oblíbená atrakce nacházející se v zábavních parcích a v menší míře též na poutích.
V podstatě se jedná o speciální železniční systém, protože se skládá z dráhy a vozíků, které jsou obvykle spojeny do vlaků. Dráha zatáčí, stoupá a klesá ve speciálně navrženém tvaru a někdy obsahuje i inverze (nejčastěji loopingy), při kterých dochází ke krátkému otočení hlavou dolů. Dráha nemusí nutně být uzavřeným okruhem, nicméně někteří fanoušci tvrdí, že pravá horská dráha uzavřeným okruhem být musí (Ne všechny atrakce obsahující dráhu jsou horskými drahami). Většina horských drah má vozíky pro dva až osm osob.

## Historie
První předchůdce horských drah byl postaven v roce 1784 v ruském Petrohradě, v koších se zde lidé sklouzávali po ledu z dřevěné, asi 20 metrů vysoké konstrukce. Roku 1817 se v Paříži poprvé jezdilo ve vozících a ve drážkách, roku 1846 zde vznikla první smyčka (loop).
První horskou dráhu si nechal patentovat Američan LaMarcus Adna Thompson dne 20. ledna 1885. Nejstarší stále používaná dráha je Scenic Railway v Melbourne z roku 1911, nejvyšší je dráha Kingda Ka v New Jersey se 139 metry a nejrychlejší je Formulla rossa v Abu Dabhí, která dosahuje rychlosti 240 km/h. 

## Horské dráhy v Česku

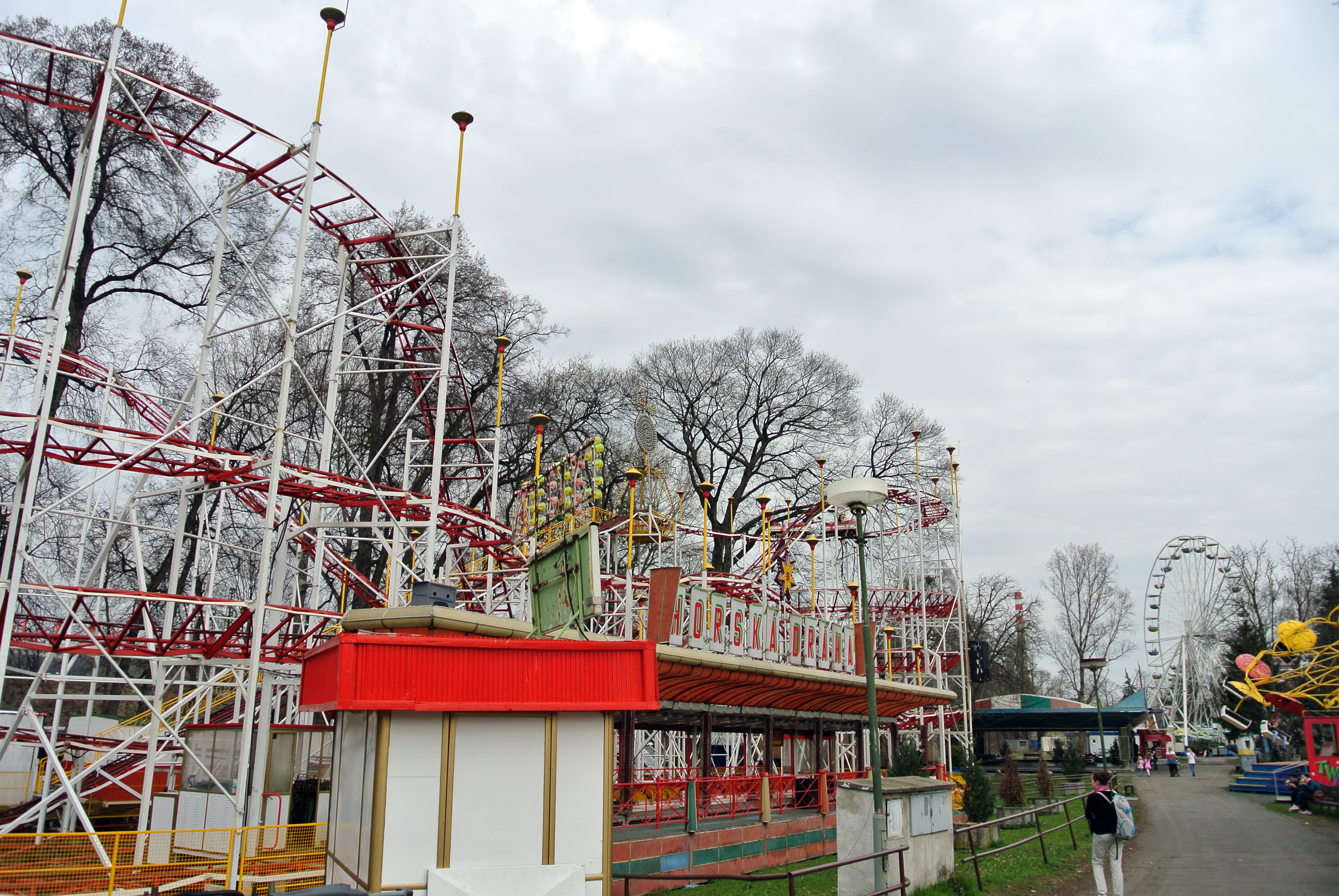
Horská dráha v Pražském Lunaparku

První horská dráha v Československu byla Tivoli v Ostravě na Černé louce, stávala od 20. let na haldě a lidé byli údajně při jízdě špinaví od uhelného prachu, zanikla v polovině dvacátého století. Horská dráha v zábavním parku Eden v Praze stála mezi lety 1922 až 1935, její délka dráhy byla přes 5 km.
Dlouhou dobu jedinou a zatím poslední permanentní horskou dráhou v Česku byla v letech 1974 až 2018 ocelová horská dráha Cyklon na Výstavišti v Praze.

## Mechanika
Vozíky na většině horských drah nemají vlastní pohon. Místo toho jsou (na typické horské dráze) pomocí řetězu nebo lana vytaženy po prvním stoupajícím úseku dráhy (též „výtah“) na první vrcholek. Během jízdy dolů (též „padáček“) se pak potenciální energie změní na kinetickou. Při následné jízdě nahoru na druhý vrcholek se kinetická energie změní zpět na potenciální. Ta je pochopitelně nižší, protože část mechanické energie se ztratila kvůli tření. Pak vlak jede znova dolů, nahoru atd.

### Blokování
Na většině horských drah může jet 2 a více vlaků současně. Tyto dráhy proto mají blokovací systém, který zabraňuje srážkám vlaků. Dráha je rozdělená na několik úseků (bloků), přičemž v jeden okamžik může být v jednom bloku nejvýš jeden vlak. Na konci každého bloku je prvek, který může vlak v případě potřeby zastavit (nepovolit odjezd ze stanice, zabrzdit, zastavit výtah). Čidla na konci bloků detekují průjezd vlaku a informují řídící počítač o obsazených a volných blocích.

## Bezpečnost

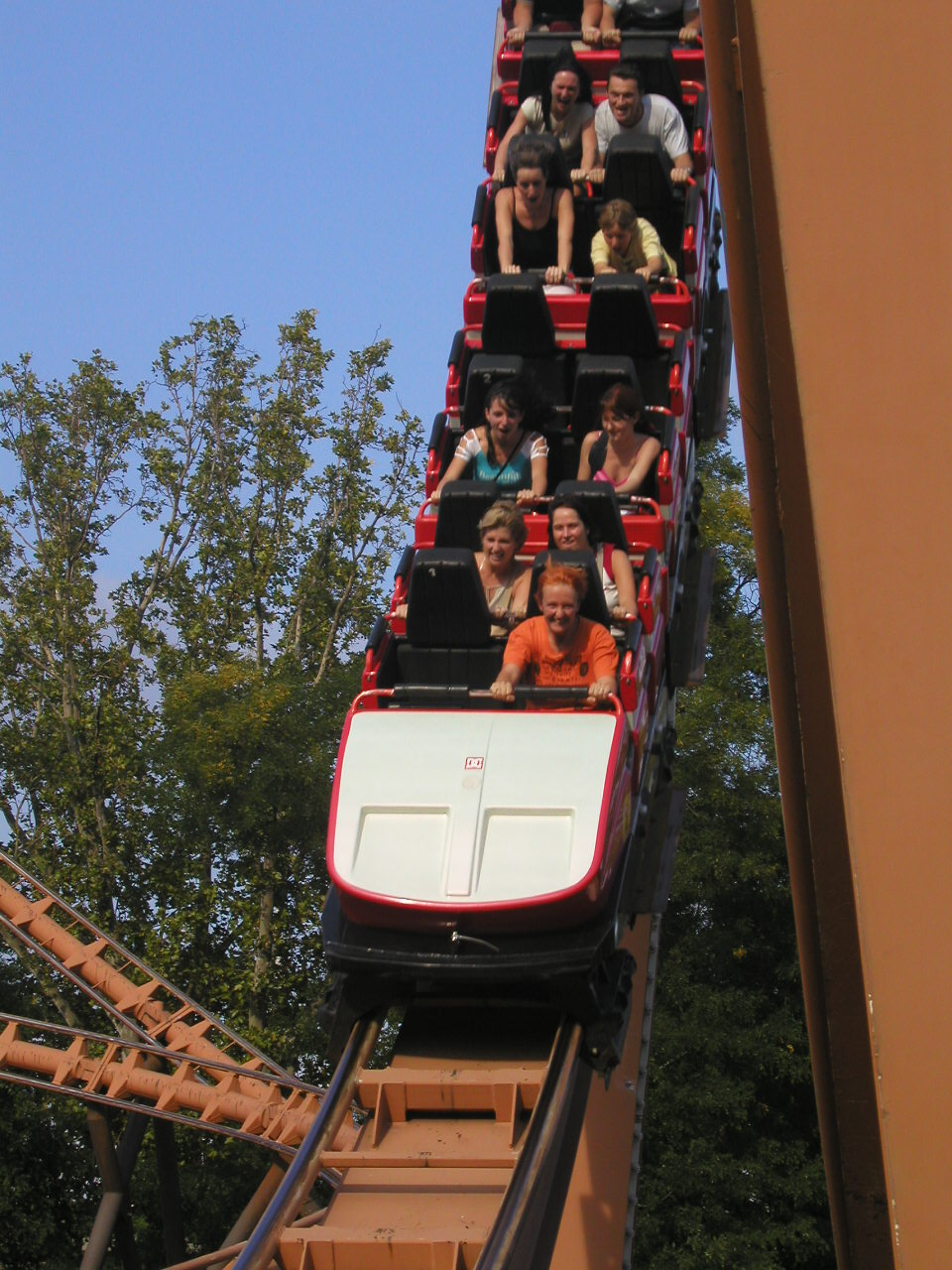
Vlak dokončující looping (horská dráha Looping Star ve Vidám parku)

Od horských drah je svým způsobem očekáván pocit nebezpečí, takže jejich nehody přitahují pozornost veřejnosti.
Statisticky jsou horské dráhy velmi bezpečné. Consumer Product Safety Commission v USA odhaduje, že v roce 2001 potřebovalo hospitalizaci 134 návštěvníků zábavních parků a že úmrtí spojená s atrakcemi jsou v průměru 2 za rok. Podle studie vypracované společností Six Flags navštívilo v roce 2001 zábavní parky 319 milionů lidí. Studie tvrdí, že návštěvník má šanci 1 ku 1,5 miliardě, že se v parku smrtelně zraní. Cesta do zábavního parku je nakonec více nebezpečná než jízda na atrakcích. Není neobvyklé, že park platí vyšší pojistné za kolotoč než za horskou dráhu.
Horské dráhy obsahují mnoho bezpečnostních systémů. Mechanické zabezpečovací prvky jsou ovládány programovatelnými logickými automaty (PLC). Většina horských drah má tři, ale k aktivaci zabezpečovacího prvku stačí jen jeden. To je častým důvodem, proč se vlak zastaví na výtahu a za chvíli se rozjede bez zjevného zásahu obsluhujícího personálu. Pravděpodobně totiž došlo k „falešnému poplachu“ a obsluha pak jen restartovala dráhu.
Přesto se stávají nehody. Většina z nich je způsobena návštěvníky nebo personálem, když nedodržují bezpečnostní předpisy dané atrakce. Zřídka ale také dochází ke zranění kvůli mechanickým poruchám; jedním z příkladů je vykolejení vozíku na horské dráze Wild Thing v parku Valleyfair! v roce 2006.
V posledních letech se objevily diskuze o bezpečnosti extrémních horských drah, konkrétně o vlivu zrychlení na zranění mozku. V roce 2003 uvedla Brain Injury Association of America ve své zprávě: „Je prokázáno, že jízdy na horských drahách v některých případech představují pro některé osoby zdravotní riziko. Stejně tak je prokázáno, že drtivá většina lidí nebude těmito jízdami nijak nepříznivě zdravotně ovlivněna.“
Podobná zpráva z roku 2005 uvádí, že horské dráhy a jiné „divoké“ atrakce mohou vést k neobvyklé funkci srdce, případně způsobující až smrt. Pitvy prokázaly, že nedávná úmrtí v různých parcích Disney, Anheuser-Busch a Six Flags byly způsobeny dříve nezjištěnými lehkými onemocněními.

## Typy horských drah

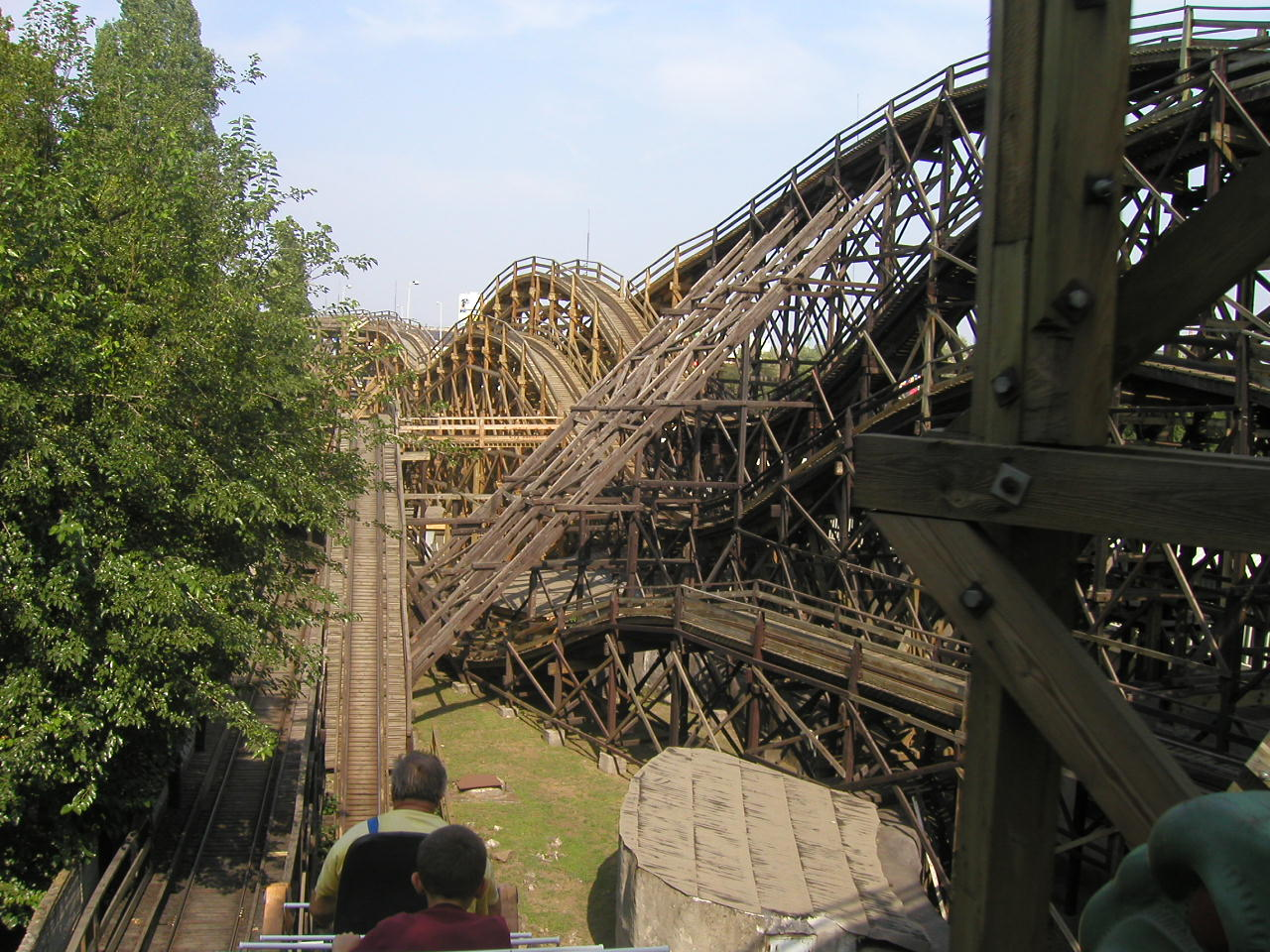
Dřevěná horská dráha v Budapešti (Vidámpark)

Existují 2 hlavní typy horských drah: ocelové a dřevěné. Ocelové se vyznačují plynulou jízdou a často spletitou dráhou, která běžně obsahuje inverze. Dřevěné dráhy jsou fanoušky oblíbené pro jejich drsnější jízdu a „vzdušnost“ způsobenou negativním gravitačním zrychlením na některých vrcholcích dráhy.
Bez ohledu na typ jsou horské dráhy vyráběny v mnoha provedeních. Tradičně jsou dráhy navržené tak, že člověk sedí ve vozíku a jede dopředu. Novější dráhy tuto tradici nedodržují a tím se snaží vylepšit dojem z jízdy. V některých případech člověk sedí v rámu, s nohama ve vzduchu, což mu umožňuje lepší výhled na zem a zvyšuje pocit nebezpečí. Na jiných drahách pasažér ve vozíku stojí (stále však důkladně připoutaný). A na některých drahách se část nebo celou dobu jede pozadu, takže není vidět, kam dráha vede. Kromě změny výhledu se některé dráhy zaměřují na neobvyklé sekvence a tím se odlišují od jiných.

### Názvy podle výšky

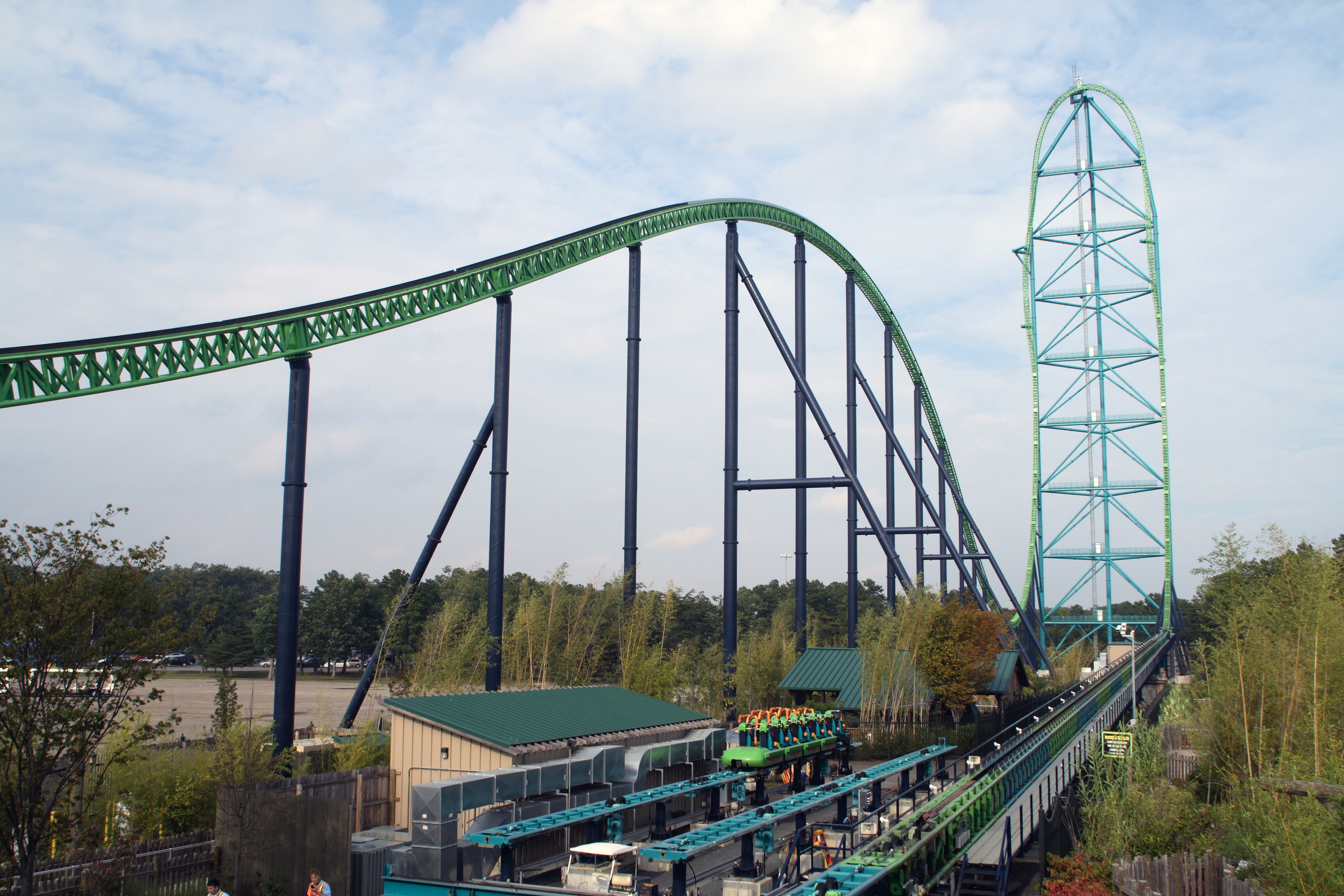
Nejvyšší Kingda Ka

Zábavní park Cedar Point v Ohiu vytvořil některé názvy horských drah podle jejich výšky, a to pro marketingové účely. Fanoušci je sice občas používají, ale jako oficiální názvy v zábavním průmyslu se neujaly.
- Stratacoaster – minimální výška 400 stop; použito jen pro Top Thrill Dragster (128 m) a Kingda Ka (139 m)
- Gigacoaster – minimální výška 300 stop; poprvé použito pro Millennium Force, používáno i pro dráhy vyrobené firmou Intamin AG
- Hypercoaster – tento název nemá na svědomí Cedar Point, ale Allen Ambrosini, který píše o zábavním průmyslu. Jedna definice je „Horská dráha zaměřená na rychlost a vzdušnost“, druhá je „Horská dráha s prvním padáčkem o výšce 200 až 299 stop“. Někteří výrobci (např. Bolliger & Mabillard a Chance Morgan) však tento název používají i pro dráhy nižší

### Fyzikální hledisko
Navrhování horských drah je věda a zároveň umění. Tvůrce musí použít znalost kinematiky, aby předešel nepohodlí a namáhání lidského těla.